# Улица Наговицына (Ижевск)
У́лица Нагови́цына — одна из центральных улиц города Ижевска, расположенная в Октябрьском районе. Проходит от улицы Карла Маркса до улицы Коммунаров. Нумерация домов ведётся от улицы Карла Маркса.

## История
28 октября 1957 года переулок Будённого был переименован в улицу Наговицына в честь большевика, одного из организаторов Удмуртской автономии, Иосифа Наговицына.
Дом № 8 по улице Наговицына, построенный в 1970 году, стал первой в Ижевске 14-этажной высоткой.
В районе современных улицы Наговицына и Верхне-Узенького переулка (приблизительно — на месте современных 14-этажек) находилась синагога, которую в 1927 году перенесли в переулок Интернациональный.

## Расположение и маршрут
Улица Наговицына расположена в центральной части Ижевска, на территории Октябрьского административного района. Участок между улицами Карла Маркса и Пушкинской фактически является северной границей Центральной площади города.
Проходит с запада на восток от здания ДК «Металлург», расположенного на улице Карла Маркса, пересекая улицу Пушкинскую, до перекрёстка с улицей Коммунаров и выходит на Карлутскую площадь.

## Примечательные здания и сооружения
По чётной стороне:
- № 10 — Республиканская детская клиническая больница

## Транспорт
По улице не проходят маршруты общественного транспорта.
Ближайшая остановка трамвая — «Центральный универмаг» (маршруты № 1, 2, 4, 9, 10), расположена на улице Карла Маркса возле эспланады от Центральной площади к пруду.
Ближайшая остановка автобуса и троллейбуса — «Центральная площадь» (маршруты автобуса № 19, 26, 28, 39, 281; маршруты троллейбуса № 1, 4, 7), расположена на улице Пушкинской возле Дома Правительства Удмуртской Республики.